# Тусон Естејтс (Аризона)
Тусон Естејтс (енгл. Tucson Estates) насељено је место без административног статуса у америчкој савезној држави Аризона.

## Демографија
По попису из 2010. године број становника је 12.192, што је 2.437 (25,0%) становника више него 2000. године.
| Група             | 2000.         | 2010.         |
| Белци             | 7.163 (73,4%) | 7.643 (62,7%) |
| Афроамериканци    | 67 (0,7%)     | 193 (1,6%)    |
| Азијати           | 28 (0,3%)     | 130 (1,1%)    |
| Хиспаноамериканци | 2.316 (23,7%) | 3.948 (32,4%) |
| Укупно            | 9.755         | 12.192        |